# Мобед
Мобед (перс. موبد) — священнослужитель у зороастризмі. За уявленнями зороастрійців мопеди є нащадками перших учнів пророка Заратуштри.

## Вимоги до кандидатів
Мобедом може стати тільки здоровий чоловік з роду мобедів (мобед-заде), який не скоїв неспокутних гріхів (танапохл гунах). Якщо мобед-заде до ініціації був сплюндрований гріхом танапохл, він втрачає можливість пройти ініціацію. Лише його правнук має право стать мобедом. До ініціації майбутній мобед має завершити навчання, скласти іспити, пройти службу в якості хірбада, пройти обряди очищення й ініціації, що займає від 10 до 15 років. До ініціації кандидат має одружитись із зороастрійкою, батьки якої також є зороастрійцями. Допускається, щоб батьки нареченої були наверненими. Обряд ініціації (нозуд) здійснюють три дастури в присутності 9 бехдінів.

## Функції
Мобед має право читати під час служби всі частини Авести та здійснювати всі ритуали. Ранги мобедів визначаються їх роллю в службі біля священного вогню. Мобед має право голосу в зібранні мобедів. Найвищим органом зороастрійського священництва є Анджоман Магів Ірану.
Мобеди є вартовими священних вогнів і зобов'язані захищати їх, у тому числі зі зброєю в руках.